# Snorri Sturluson
Snorri Sturluson (Izland, Hvamm, 1178 körül – Reykholt, 1241. szeptember 23. (22.?)) izlandi költő (szkald), történetíró.
Tekintélyes családból származott, amelynek anyagi helyzete lehetővé tette, hogy Snorri iskoláit külföldön végezze el. Miután családja elveszítette vagyonát, ő egy jól sikerült házassággal szerzett vagyont. 1215 és 1231 között négy cikluson keresztül töltötte be Izland törvénymondójának tisztét, ami akkor az ország egyetlen közjogi méltósága volt. Második házassága még gazdagabbá tette, egész kis udvartartást tartott. Megpróbált közvetíteni az izlandiak és a norvég uralkodó, IV. (Öreg) Haakon között, de az uralkodó – miután Snorri teljesen belebonyolódott az ígérgetések hálójába, hiszen mindkét oldallal megpróbált jóban maradni – néhány felbérelt izlandi fegyveressel megölette.
Életműve a középkor jelentős költői, írói közé emeli. Két jelentős műve és sok verse maradt fenn. Az egyik mű, amely halhatatlanná tette nevét, a Prózai Edda. Snorri 1220 és 1223 között írta, és elsődleges célja a szkaldok költészettanának összefoglalása volt. Írásának egyik forrásműve az Edda-énekek voltak, és 102 strófában mutatja be az izlandi verselés strófaformáit. Közben, hogy immár keresztény kortársaival is megértesse a versekben előforduló utalásokat, megismertesse az ősi mitológiát, azt egy elbeszéléssé szerkesztette Gylfaginning, Gylfi káprázata címmel. Ez az elbeszélés adja művének legismertebb részét. A másik két rész, a Háttatal (Versformák mustrája) és a Skálskaparmál (A költészetről) ma már nehezen érthető. A Prózai Eddát azóta 18 nyelven adták ki és Izlandon 35 kritikai kiadást ért meg.
A másik nevezetes mű a Heimskringla (Földkerekség) című, amely a norvég királyok történetét tartalmazza a mitikus időktől 1177-ig, és a királysagák kitűnő példája. Snorri 1225 és 1232 között írta. Művére jellemző a tudatos szerkesztés, a jellemek fejlődésének ábrázolása, a szereplők tetteinek többoldalú megvilágítása. A Heimskringlát 12 nyelven adták ki a világon, és a Prózai Eddával együtt az óészaki történelem egyik legfontosabb forrása.